# Leucomicra fuscaria
Leucomicra fuscaria là một loài bướm đêm trong họ Geometridae.